# Platymantis mimula
Platymantis mimula és una espècie de granota que viu a les Filipines.